# Feklistova
Feklistova (rus. Остров Феклистова) jedan je od Šantarskih otoka u Ohotskom moru. S površinom od 372 km2, drugi je po veličini u otočju.

## Geografija
Dimenzije otoka su 24 km od zapada prema istoku i 19.3 km od sjevera prema jugu. Leži oko 20 km  zapadno od otoka Boljšoj Šantar, glavnog otoka u skupini. Otok je prekriven šumom tajge i ima jezero dugo 3 km na sjevernoj obali koje je od mora odvojeno prevlakom.
Administrativno ovaj otok pripada Habarovskom kraju Ruske Federacije.
Ovaj otok je dio "Kondyor-Feklistov metalogenog pojasa" (KD) zahvaljujući prisutnosti placera koji uključuju minerale poput "crne i platine". "Kondyor-Feklistovljev metalogenički pojas" jedan je od glavnih metalogeničkih pojaseva sjeveroistočne Azije. Pretpostavlja se da je nastala kosom subdukcijom oceanske kore mongolsko-ohotskog paleooceana ispod južnog ruba sibirskog kontinenta.

## Povijest
Između 1852. i 1889. američki kitolovci krstarili su u potrazi za grenlandskim kitovima uz otok Feklistova. Također su se usidrili u zaljevu Lebjažja na južnoj strani otoka kako bi sakupili ili kuhali ulje, čistili kitove, i nabavili drva i vodu ili se sklonili od oluje. Samo sidrište nazivali su Feklistova luka. U zaljevu Lebjažja odjednom su mogla biti usidrena čak četrdeset i dva broda.

## Vanjske poveznice
- Slike